# Ignacy Jakubik
Ignacy Jakubik, również Jakóbik – chłop, poseł do Sejmu Krajowego Galicji i do austriackiej Rady Państwa
Chłop, właściciel gospodarstwa rolnego w Pawłosiowie, w pow. jarosławskim.
Poseł do Sejmu Krajowego Galicji II kadencji (1867–1869), wybrany w IV kurii obwodu Przemyśl, z okręgu wyborczego nr 16 Jarosław-Sieniawa-Radymno. Był także posłem do austriackiej Rady Państwa II Kadencji (20 maja 1867 - 31 marca 1870), wybranym przez Sejm w kurii XIII – jako delegat z grona posłów wiejskich okręgów: Przemyśl, Jarosław, Jaworów, Mościska. W parlamencie austriackim członek Koła Polskiego. Ustąpił wraz 30 innymi posłami polskimi na znak protestu przeciw uprzywilejowaniu Niemców i odrzuceniu tzw. uchwały galicyjskiej.